# Like (Button)
Mit einem Like (von englisch to like für „gefallen“) bringen Nutzer sozialer Netzwerke zum Ausdruck, dass ihnen etwas gefällt oder sie etwas unterstützen (das sogenannte „Liken“).
In vielen sozialen Netzwerken wird dafür (entweder nur registrierten, teilweise aber auch allen) Besuchern die Möglichkeit gegeben, über bestimmte Schaltflächen (auf Facebook z. B. der „Gefällt mir“-Button) Beiträge anderer zu „liken“. Dabei variieren die Anwendungsarten zwischen der Möglichkeit, lediglich eine positive Stimme abzugeben (z. B. bei Instagram), eine befürwortende oder aber auch ablehnende Wertung („Dislike“) zu vergeben (z. B. bei YouTube) oder abstufende Bewertungen zu benutzen, bei denen z. B. zwischen einem und fünf Sternen gewählt werden kann.

## Bedeutung

### Soziale und wirtschaftliche Bedeutung
In sozialen Netzwerken werden Likes nicht nur zwischen Freunden ausgetauscht oder stehen für „Das gefällt mir!“, sondern können auch dazu benutzt werden, über Neuigkeiten zu einem Thema auf dem Laufenden zu bleiben. In diesem Fall stellt ein Like keine Bewertung dar. Insbesondere für werbetreibende Unternehmen und Prominente haben Likes eine wirtschaftliche Bedeutung:
- Durch jedes Like vergrößert sich das Publikum, an das neue Beiträge verteilt werden (siehe Virales Marketing);
- Bereits 70 „Likes“ genügen, um mittels Computer-Auswertung ein Persönlichkeitsprofil zu erstellen, das mehr über ein Individuum aussagt, als sein Freundeskreis je über es wissen wird. 150 reichen aus, um mehr Informationen zu sammeln, als die eigene Familie über es weiß. Dies behauptet eine Studie mit mehr als 86.000 Facebook-Nutzern.[1]

Die Betreiber der Netzwerke werten die Aktionen und insbesondere die „Likes“ ihrer Benutzer aus, um darauf basierend individuelle Werbeanzeigen und weitere Like-Vorschläge anzubieten. Diese Werbeeinnahmen stellen für die Betreiber eine Haupteinnahmequelle dar.
Der wirtschaftlichen Bedeutung der Facebook-Likes entsprechend, bieten verschiedene Agenturen Likes zum Kauf an. Diese Agenturen beauftragen Facebook-Nutzer in der ganzen Welt, auf den „Gefällt-mir“-Button einer Seite des Auftraggebers zu klicken. Diese gekauften Likes können gegen Nutzungsbedingungen verstoßen, werden aber zumindest oft als moralisch bedenklich eingestuft.

### Strafrechtliche Bedeutung
Nach Auffassung mehrerer Gerichte und Staatsanwaltschaften kann das Liken eines Beitrags mit strafbaren Inhalten auch zur Strafbarkeit desjenigen führen, der den Beitrag mit einem „Like“ versieht. Für die Schweiz hat das Bundesgericht dies im Jahr 2020 ausdrücklich festgestellt. In Deutschland vertreten die Generalstaatsanwaltschaft Frankfurt am Main und das Landgericht Meiningen die gleiche Auffassung. Das Landgericht Meiningen stützt seine Auffassung darauf, dass sich der Nutzer die fremde Äußerung zu eigen mache und „unbeschränkte Zustimmung“ zum gelikten Beitrag zum Ausdruck bringe.
Der Regensburger Rechtswissenschaftler Henning Ernst Müller lehnt diese Auffassung indes ab. „Befürwortung“ und „Zu-Eigen-Machen“ seien nicht synonym zu verstehen, da ersteres allenfalls eine fördernde (solidarisierende) Funktion erfülle. Ein „Like“ besitze verschiedene Deutungsmöglichkeiten, etwa könne es auch als einfache Archivierungsfunktion für die eigene (Nach-)Betrachtung genutzt werden. Zum anderen sei bei komplexeren Beiträgen, die neben strafrechtlich bedeutsamen auch unproblematische enthalten, unklar, auf welchen Teil der Äußerung sich das „Like“ beziehe. Neben dem Liken gebe es noch das Teilen eines Beitrags, das ein deutlicheres Zu-Eigen-Machen bedeute, zumal damit der Beitrag von einer neuen Quelle als Ausgangspunkt noch einmal direkt verbreitet werde. Das „Like“ habe demgegenüber keine besonders herausgehobene Bedeutung oder Wirkung. Erst wenn ungewöhnlich viele „Likes“ unter einem Beitrag auftauchen, werde dies überhaupt besonders wahrgenommen.

## Geschichte
Die Idee für einen Like-Button kam ursprünglich von Facebook. Unter dem Codenamen „Props“ wurde 2007 das System des „Gefällt mir“ entwickelt; bei der Entscheidung für ein Icon schwankte man zwischen einem Stern, einem Plus-Zeichen oder dem erhobenen Daumen, bei der Bezeichnung war zeitweise „Awesome“ im Gespräch. 2009 führte man den Button dann schließlich ein.

## Synonyme

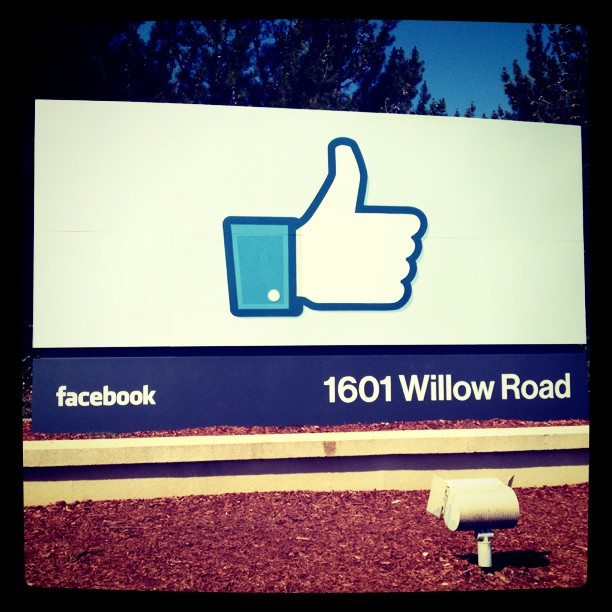
Der „Gefällt mir“-Button vor dem Firmensitz der Meta Platforms (vormals Facebook Inc.) im kalifornischen Menlo Park

Nicht in allen sozialen Netzwerken wird der Begriff „Like“ benutzt.

### Aktuell
| Netzwerk  | Synonym     | Synonym   | Icon           | Icon   |
| Netzwerk  | deutsch     | englisch  | aktuell        | früher |
| --------- | ----------- | --------- | -------------- | ------ |
| Facebook  | Gefällt mir | Like      |                |        |
| Instagram | Gefällt mir | Like      | ein rotes Herz |        |
| Twitter   | Gefällt mir | Like, Fav | ein rotes Herz |        |

### Eingestellt
| Netzwerk | Synonym | Synonym  | Icon    | Icon    |
| Netzwerk | deutsch | englisch | ehemals | ehemals |
| -------- | ------- | -------- | ------- | ------- |
| Google+  | +1      | +1       |         |         |